# 马来西亚—菲律宾关系
马来西亚与菲律宾的关系是指马来西亚与菲律宾之间的外交关系。菲律宾在吉隆坡设有大使馆，马来西亚在马尼拉设有大使馆，在达沃市设有总领事馆。两国的人民有着悠久的文化和政治关系历史。
马来西亚与菲律宾都是东南亚国家联盟的创始成员，两国民族都是马来－波利尼西亚语族，而且都是重要的贸易伙伴。两国参加了位于两国之间的苏禄海的共同保护与安全措施，马来西亚也协助维持棉兰老岛的和平努力。1963年，菲律宾在苏禄苏丹国的要求下企图闹上国际法庭夺回东部沙巴州的尝试失败后，马菲两国因沙巴争端断绝外交关系，直到签署《马尼拉协定》后，1966年两国才复交。1968年因为菲律宾国会通过了一项对有争议的沙巴地区的主权要求，两国再度断交。但在一些东盟国家的调解下，马菲争议暂且搁置。

## 建交历史
1959年，马来西亚的前身马来亚联合邦独立后不久，菲律宾在吉隆坡建立了公使馆。1961年，菲律宾公使馆升格为大使馆。同年，时任菲律宾总统卡洛斯·加西亞对马来亚进行国事访问，他与当时的马来亚时任首相东姑阿都拉曼讨论了东南亚国家联盟的成立。东盟由五个东南亚国家（包括马来亚和菲律宾）于1967年8月8日成立。
1963年7月31日至8月5日，马来西亚与菲律宾在马尼拉举行的一次首脑会议上，与印度尼西亚一起短暂成立马菲印联盟。一个月后该组织宣布解散，部分原因是印尼与马来西亚的对抗政策，但菲律宾与马来西亚在许多领域上持续紧密合作。

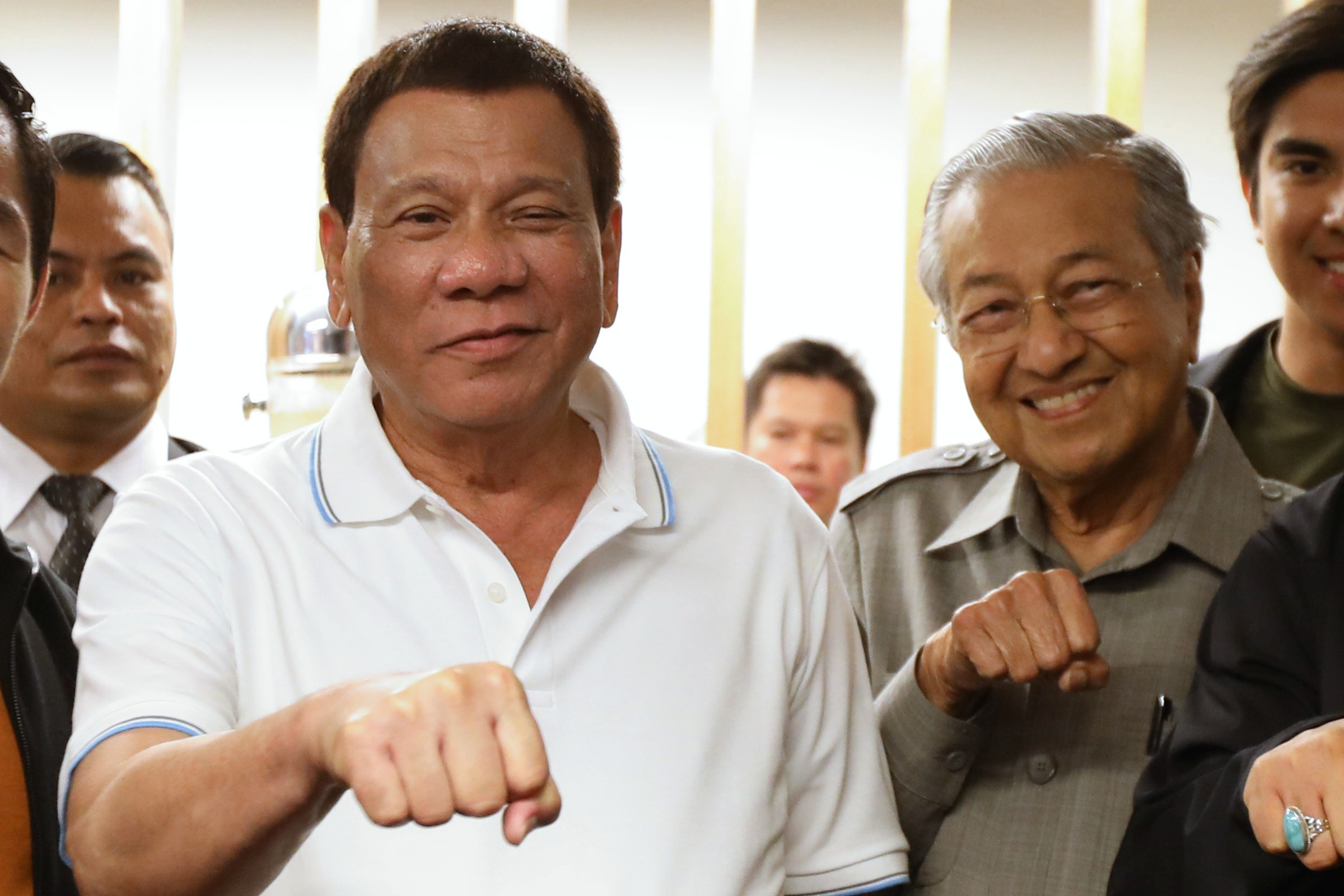
菲律宾总统罗德里戈·杜特尔特与马来西亚首相马哈迪·莫哈末，2018年7月15日

1963年9月16日，马来亚和新加坡、砂拉越与英属北婆罗洲（今沙巴）组成新的联邦国家——马来西亚联邦。菲律宾在隔日因反对北婆罗洲并入马来西亚领土宣布断绝外交关系。自9月24日起，因未能就菲律宾对北婆罗洲的要求达成令人满意的解决，菲律宾政府下达关闭菲律宾驻吉隆坡大使馆的命令。在接下来的八个月中（即1963年9月至1964年5月），两国之间的外交和领事关系被暂停。
1964年2月10日至12日，时任菲律宾总统迪奥斯达多·马卡帕加尔和马来西亚首相东姑阿都拉曼在泰国金边举行的首脑会谈中达成协议。随后4月30日，两国通过泰国政府的指定代表交换了正式协议的照会。菲律宾于5月18日在吉隆坡开设领事馆。

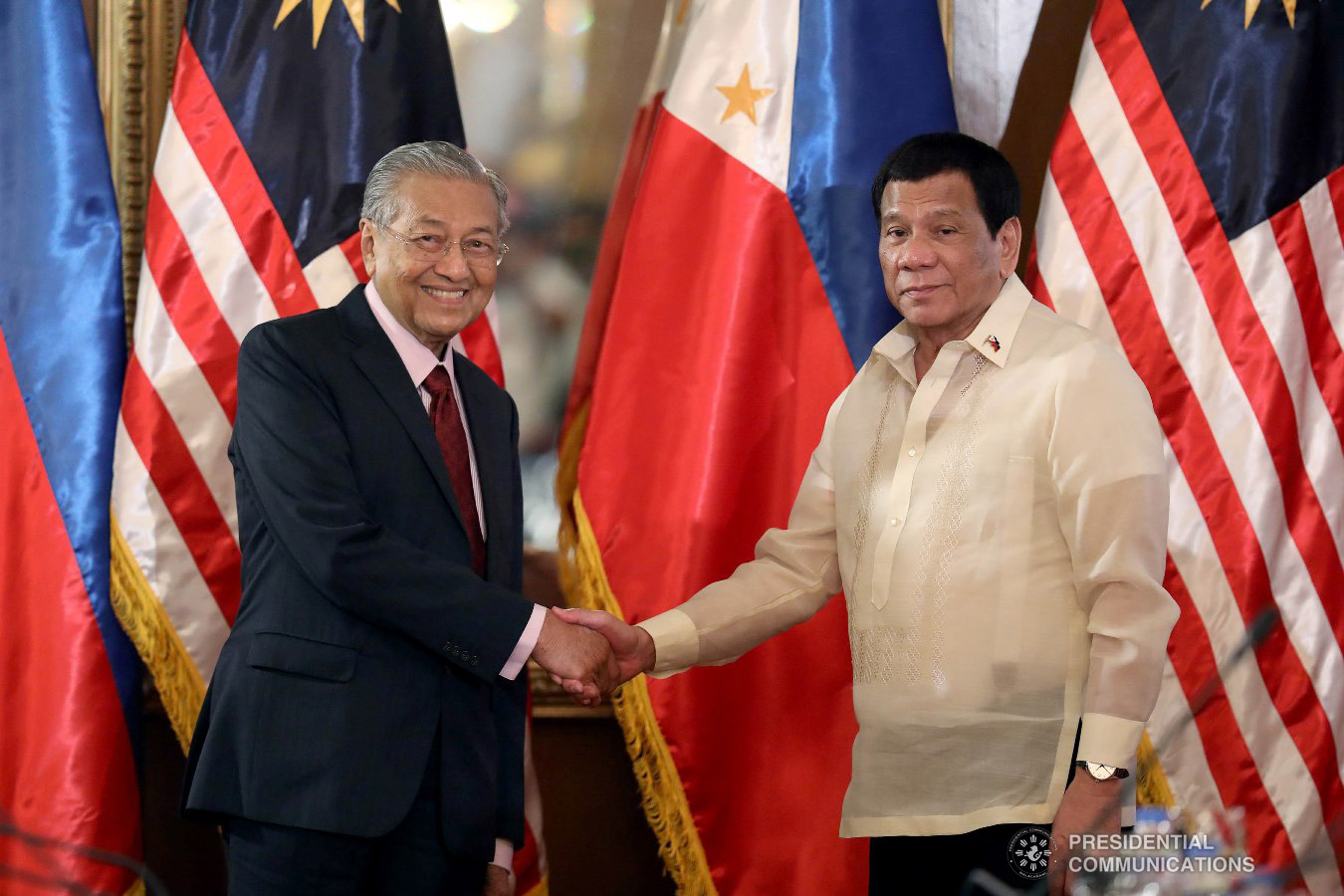
2019年菲律宾总统罗德里戈·杜特尔特与马来西亚首相马哈迪·莫哈末会面

1966年6月至1968年6月的两年时间里，菲律宾和马来西亚之间的关系平静而稳定，在此期间，两国缔结了《反走私协定》。两国还积极参加了东南亚国家联盟（东盟）的成立。 同时两国政府重申遵守过去的协定，即《马尼拉协定》和1963年联合声明。后者提到了菲律宾政府有权继续对沙巴提出索赔。 
6月3日，两国驻各自领事馆正式升迁为大使馆，同时任命了菲律宾驻巴基斯坦大使罗密欧·布苏戈（Romeo Busuego）和马来西亚驻德国大使阿卜杜勒·哈米德·朱马特分别担任驻马来西亚和菲律宾的大使。 当天，两国签署了一份公报，宣布两国政府「同意遵守1963年7月31日的《马尼拉协定》及其随附的联合声明，以和平解决菲律宾对沙巴的主张」。两国政府认识到有必要一起坐下来，以澄清这一要求并讨论使双方满意的解决办法。
1968年1月9日至11日，菲律宾时任总统费迪南德·马科斯连同第一夫人和一些内阁成员的陪同下抵达吉隆坡，这是他对马来西亚、印尼和泰国进行为期10天国事访问的第一站。在访问结束时发表的联合公报中，两国政府满意为合作解决现有双边问题所作的努力，并同意定期审查菲律宾与马来西亚的关系。
菲律宾沙巴领土争议再次陷入僵局后，菲律宾驻吉隆坡大使馆于同年11月29日再次关闭。马来西亚同样撤出了驻马尼拉大使馆，这标志着菲律宾和马来西亚之间的外交关系崩溃。4月至11月这段紧张时期，两国首脑在曼谷举行会谈，试图解决这一问题。
外交争端是由所谓的「科雷希多岛」和贾比达大屠杀事件促成的摩洛冲突。菲律宾国会议员小贝尼格诺·阿基诺声称总统费迪南德·马科斯正在训练一支部队准备进攻马来西亚并夺回沙巴领土，导致马来西亚中断了与菲律宾的所有外交关系。马来西亚则指责菲律宾企图训练特种部队在沙巴渗透和进行颠覆活动，但这一指控并沒有证据。
1969年，经过两国领导人之间未经公开的谈判后，两国在12月的东盟外长会议上宣布两国关系正常化。 
1997年，沙巴州政府实施了一项涵盖沙巴州和纳闽联邦领土的特别计划，该计划给予了大赦，并为来自菲律宾和印度尼西亚的非法移民提供了使他们就业和家属合法化的机会。1997年的印度尼西亚和菲律宾非法移民正规化计划实施了六个月后（3月1日至8月31日），使约12万名菲律宾工人及其家属合法化。为了补充马来西亚的正规化计划，菲律宾大使馆设立并运营了四个临时办公室（哥打京那巴鲁，斗湖，山打根，纳闽），向利用该计划的无证菲律宾人发放护照。
2013年2月11日，一个自称苏禄苏丹国后裔的武装部队从菲律宾南部进入沙巴东部地区索取领土，并引起持续41天的拿笃冲突，两国外交关系再次陷入紧急状态。马来西亚对此采取反制措施，包括遣返在沙巴的菲律宾非法移民。
2016年11月8日，菲律宾总统罗德里戈·杜特尔特向马来西亚进行国事访问，并会见马来西亚第6任首相纳吉·阿都拉萨。两国首脑在会谈中仅聚焦在两国海域安全问题和经济上的合作，同意搁置沙巴领土争议问题。
2018年7月16日，菲律宾总统罗德里戈·杜特尔特访问马来西亚第7任首相马哈迪·莫哈末，并赠送马哈迪肖像油画为礼，讨论双边关系和伊斯兰极端组织（ISIS）等课题。
2019年3月6日，应杜特尔特邀请，马哈迪前向菲律宾马尼拉，杜特尔和马哈迪于7日在总统府马拉坎南宫举行双边会谈，讨论政治、经济和民间合作。
2023年3月1日至2日，马来西亚第10任首安华·依布拉欣与夫人旺阿兹莎前往菲律宾进行官方访问，并与菲律宾总统小费迪南德·马科斯举行会谈。

## 贸易关系
马来西亚和菲律宾是互为重要的贸易伙伴，菲律宾是马来西亚的第七大出口国和第八大进口国。同样，从菲律宾的角度来看，马来西亚是东盟国家中的第二大投资国。
2011年，菲律宾对马来西亚的出口总额为10.98亿美元，而从马来西亚的进口总额为26.35亿美元。2011年，菲律宾与马来西亚的双向贸易总额达到37.3亿美元。菲律宾对马来西亚的主要出口是半导体设备，电气和电子机械以及机械设备，而从马来西亚的主要进口是石油和石油产品。2011年8月，Petron石油公司以6.1亿美元的价格收购了埃克森美孚公司持有的Esso Malaysia Berhad 65％的股份。Petron的投资预计将达到12亿美元，以更新Esso的炼油厂并翻新约558个加油站。菲律宾在马来西亚经营的其他菲律宾大型主要公司包括Century Motolite Battery Sdn Bhd、URC Snack Foods Sdn、Axexorize（M）Sdn、BML优秀组合有限公司。 
另一方面，马来西亚是菲律宾的外国直接投资来源之一。来自马来西亚的外国直接投资广泛分布于建筑，金融，房地产，制造，采矿，私人服务，贸易和运输。在菲律宾经营的马来西亚知名公司包括名胜世界酒店，香格里拉酒店，马来亚银行（Maybank）和MTD Capital Bhd，后者也参与对南吕宋高速公路进行了升级。2010年，马来西亚的投资总额为1,671万美元（7.538亿比索）。
马来西亚致力于发展国内汽车产业，并增加汽车和汽车零部件的出口。而马来西亚也是向菲律宾出口主要汽车零部件的国家，包括电池，轮胎和座椅。

### 食品与加工品
马来西亚是世界市场上主要的食品出口国之一，主要是新鲜食品和海产加工品，例如菠萝，香蕉，木瓜，芒果和螃蟹等。菲律宾的农业生产有限以及对马来西亚许多产品的需求增长为菲律宾农业出口行业提供了市场机会。马来西亚加工食品行业的主要包括：以面粉为基础的产品，例如面食，饼干，冷冻糕点和巧克力糖果；谷物类产品，例如早餐谷物，麦片和燕麦片；纯果汁，浓缩橙汁，冷冻蔬菜，食用坚果和水果罐头；调味品，调味料；营养小吃，例如水果卷和酸奶棒。
菲律宾也认识到提供经认证的清真食品对满足菲律宾穆斯林的基本需求的重要性。菲律宾承认马来西亚的清真认证系统，因此菲律宾通过全国穆斯林菲律宾委员会（NCMF）和马来西亚清真机构（JAKIM）的清真认证机构互相之间进行持续扩展合作，以建立长期和实质性业务关系，同时加强对清真认证体系，通过促进清真食品加工、销售合资企业开发、推广清真产品和服务。

## 纷争
从1963年9月到1964年5月，由于菲律宾对婆罗洲东部的领土索求与马来西亚发生冲突，而使两国之间的外交关系中断，该地区曾经是苏禄苏丹国的一部分。1968年至1969年，出于同样的原因，马菲外交关系再次中断。 
由于菲律宾西南部的摩洛人叛乱，导致沙巴州东部地区多年来成为摩洛民族解放阵线等分离主义组织的目标，包括实行掳人绑架和勒索。自2001年以来，马来西亚一直是菲律宾政府与摩洛民族解放阵线之间和平进程的第三方促进者，马来西亚也通过维和行动支持菲律宾抵抗与阿布沙耶夫，摩洛伊斯兰解放阵线对棉兰老岛的叛乱。
2014年3月27日，菲律宾政府宣布与摩洛伊斯兰解放阵线签署一项历史性和平协议，即邦薩摩洛全面协议（CAB）。在马来西亚的推动下，该协议将建立一个自治的邦薩摩洛政治实体，其规模大于当前棉兰老岛的穆斯林自治区。
马来西亚政府也继续与摩洛伊斯兰解放阵线（MILF）和摩洛民族解放阵线（MNLF）积极参与和平进程，主持并促进（作为第三方）与菲律宾政府进行的和平会谈。
2013年2月11日，一个自称苏禄苏丹国后裔的武装部队从菲律宾南部进入沙巴东部地区索取领土，而马来西亚武装部队则与之进行了名为“拿笃冲突”的军事行动。在这场冲突中，至少有68名苏禄部队，2名平民和10名马来西亚安全部队死亡。